# Bicentenaire (chanson)
Pour l’article homonyme, voir Bicentenaire.
Pistes de Dans la jungle ou dans le zoo
Le Grillon
(8) Les Jeunes Imbéciles
(10)
Bicentenaire est une chanson de Jean Ferrat, sortie en 1991 et incluse dans l'album Dans la jungle ou dans le zoo.

## Résumé et thématique
Jean Ferrat commence par évoquer les aristocrates, dont la vie de château fastueuse masque totalement les conditions de vie des humbles gens qui survivent dans leurs chaumières. Survient alors la Révolution française, emplie de fureur et de sang, mais qui ne change en rien la condition des malheureux.
Deux siècles après, à l'heure des commémorations du bicentenaire de la Révolution, l'exclu, le pauvre, le miséreux (appelé « Pauvre Martin ») est toujours à l'écart : rien n'a changé, « d'autres seigneurs veillent au grain » ; selon Ferrat, l'esprit de la révolution et les principes de liberté, d'égalité et de fraternité sont bel et bien enterrés.